# هاروكا كيتاغوتشي
هاروكاكيتاغوتشي (اليابانية: 北口 榛花، من مواليد 16 مارس 1998) هي لاعبة رمي الرمح يابانية. حاملة الميدالية الذهبية في بطولة العالم في رمي الرمح للسيدات الذي فازت بها في بودابست عام 2023، كما فازت بالميدالية الذهبية في مسابقة رمي الرمح للسيدات بفضل أفضل رمية لها هذا الموسم بلغت 65.80 مترا في الألعاب الأولمبية الصيفية 2024 في باريس، ولم تتمكن بطلة العالم البالغة من العمر 26 عاما من تحسينه بعد أول محاولة في المسابقة. ولم تتمكن أي متسابقة آخرى من تجاوزه ما ضمن تحقيق المركز الأول حتى رميتها الأخيرة.
أصبحت اللاعبة البالغة من العمر 26 عامًا أول امرأة يابانية تفوز بالميدالية الذهبية الأولمبية في ألعاب القوى في حدث آخر غير سباق الماراثون. وكانت ناوكو تاكاهاشي وميزوكي نوغوشي قد فازتا بسباق الماراثون في دورة الألعاب الأولمبية الصيفية 2000 في سيدني ودورة الألعاب الأولمبية الصيفية 2004 في أثينا على التوالي.